# Günter Hess (Germanist)
Günter Hess (geb. 1940 in Würzburg; gest. 27. Dezember 2023) war ein deutscher Germanist.

## Leben
Nach der Promotion 1970 in München bei Hugo Kuhn und Walter Müller-Seidel lehrte er von 1981 bis 1983 als Professor für deutsche Philologie und Renaissancephilologie an der Universität Göttingen. Anschließend war er bis zur vorzeitigen Pensionierung 2001 Inhaber des Lehrstuhls für neuere deutsche Literaturgeschichte II an der Universität Würzburg.
Seine Spezialgebiete waren Humanismus und neulateinische Literatur, Kulturgeschichte des 19. Jahrhunderts und Gegenwartsliteratur.

## Schriften (Auswahl)
- Deutsch-lateinische Narrenzunft. Studien zum Verhältnis von Volkssprache und Latinität in der satirischen Literatur des 16. Jahrhunderts. München 1971, ISBN 3-406-02841-1.
- Der Tod des Seneca. Studien zur Kunst der Imagination in Texten und Bildern des 17. und 18. Jahrhunderts. Regensburg 2009, ISBN 978-88-7041-369-4.
- Panorama und Denkmal. Studien zum Bildgedächtnis des 19. Jahrhunderts. Würzburg 2011, ISBN 3-8260-4511-4.
- Walter Bauer – ein Lebensweg von Merseburg nach Toronto. Eine Biographie. Halle an der Saale 2018, ISBN 3-96311-024-4.